# Дом, в котором жила Лидия Книпович (Симферополь)
Дом, в котором жила Лидия Книпович — двухэтажное здание, находящееся в Симферополе на улице Жуковского. Здание построено в 1912 году.

## История
Дом построен в 1912 году. Архитектор неизвестен. С мая 1913 года по февраль 1920 года в доме проживала Лидия Книпович — деятель революционного движения. Книпович переехала в Симферополь по состоянию здоровья, и проживала в квартире № 2 на втором этаже у своей соратницы А. М. Руниной-Вржосек. Проживая в этом доме, Книпович обучала здесь рабочих грамоте, а также устраивала конспиративные встречи. В частности у неё были революционеры Дмитрий Ульянов, Сергей Аллилуев и Александр Шаповалов.
В память о проживании в доме Книпович 15 декабря 1977 года на фасаде здания была установлена мемориальная табличка из чёрного габбродиорита с выгравированным портретом Книпович и текстом: «В этом доме с 1913 по 1920 год жила профессиональная революционерка, соратница В. И. Ленина, делегат II и IV съездов РСДРП Книпович Лидия Михайловна, 1856—1920». Выполнил доску художник-гравер комбината коммунальных предприятий Л. М. Гончаренко.
Решением Крымского облисполкома от 15 января 1980 года здание как «Дом, в котором с 1913 г. по 1920 г. жила Л. М. Книпович» было включено в список памятников.
По итогам государственной историко-культурной экспертизы, проведённой в 2017 году кандидатом исторических наук Александром Хливнюком, здание не рекомендовалось для включения в Единый государственный реестр объектов культурного наследия Российской Федерации. В ходе экспертизы дом был признан «рядовым элементом исторической средовой застройки», а его объемно-пространственная композиция признана «не представляющей интереса для истории архитектуры».
По состоянию на 2017 год первый этаж здания занимали различные магазины, а второй этаж использовался пол жилые помещения.

## Архитектура
Двухэтажное здание сложено из бута и ракушечника. Общая площадь дома — 136,3 м². Здание имеет 26 комнат